# Плат (окръг, Небраска)
Вижте пояснителната страница за други значения на Плат.
Окръг Плат (на английски: Platte County) е окръг в щата Небраска, Съединени американски щати. Площта му е 1785 km², а населението - 31 662 души (2000). Административен център е град Колумбус.